# Menachem Mendel Futerfas
Menachem Mendel Futerfas (in ebraico מנחם מנדל פוטרפס‎?, colloquialmente noto come Reb Mendel; Unione Sovietica, 1906 – Londra, 2 luglio 1995) è stato un rabbino, mistico e educatore russo, ebreo ortodosso, rinomato Mashpia del movimento religioso Chabad-Lubavitch, sotto la guida di Rabbi Menachem Mendel Schneerson.
Importante discepolo del famoso Mashpia Reb Zalman Moishe HaYitzchaki

## Biografia
Futerfas gestiva una rete clandestina di cheder ebraici nell'USSR, a causa dei quali fu imprigionato per 14 anni in un gulag siberiano.
Dopo aver lasciato la Russia. il Rebbe Lubavitcher, Menachem Mendel Schneerson, gli ordinò di officiare come Mashpia presso la Yeshiva di Tomchei Temimim a Kfar Chabad, in Israele. Assunse tale compito nell'estate del 1973, e divenne una celebrità a causa dei suoi farbrengen.
Rabbi Futerfas è morto il 2 luglio 1995 ed è sepolto a Londra.

## Insegnamenti
Futerfas era noto per le sue storie, specialmente quelle della sua prigionia, e traeva lezioni da tutto ciò che vedeva o sentiva. Una volta raccontò la storia di quando stava in carcere ed era proibito giocare a carte, ma i suoi compagni di cella ci giocavano sempre.  Il secondino li vedeva giocare, ma ogni volta che entrava nella loro cella, le carte scomparivano e, sebbene cercasse dappertutto, non riusciva mai a trovarle per punirli.  Alla fine ci rinunciò e promise loro di non infastidirli più, se gli dicevano una volta per tutte dove nascondevano le carte. Allora gli spiegarono che, ogni volta che il secondino entrava, loro gli infilavano le carte in tasca e, appena stava per andarsene, gliele risfilavano di tasca senza che lui se ne accorgesse. Da questo, Futerfas imparò che a volte noi cerchiamo in lungo e largo, quando invece abbiamo in tasca ciò che cerchiamo.